# エドアルド・スフェッレッラ
エドアルド・スフェッレッラ（Edoardo Sferrella、1988年12月1日 - ）は、イタリア・キエーティ出身のイタリア人俳優兼モデル。
テレビ番組『1億人の大質問!? 笑ってコラえて！』『地味にスゴイ! 校閲ガール・河野悦子』などに出演。2024年より、テレビ朝日『スーパーJチャンネル』の「Jの追跡」および「ナルホドWHY」コーナーに定期的に出演している。短編ドラマ『マッチングアプリでイタリア人と会ったらすごかった件』に出演。
イタリアでは、画家ロベルト・フェッリの作品でモデルを務めたことでも知られている。2025年7月付の『アブルッツォ・セラ』紙では、「日本に拠点を置く唯一のイタリア人プロ俳優」として紹介されている。

## 略歴
10代で武道を学び始め、2010年に極真空手のインストラクター資格を取得。2012年にはイタリアで極真空手の道場を開設し、指導を行った。
2014年にスポーツ科学を学び、2016年にはカウンセラー資格を取得。2019年にシステマのインストラクターとして認定され、ストレス管理や心理的健康に関する指導を行っている。
日本語を独学で学び、日本映画に強い敬意を抱いていると語っている。また、日本のドラマでは『I.W.G.P.』を特に好んでいる。

## 芸能活動
2013年にモデルとしての活動を開始し、2014年に俳優デビューを果たす。2015年にはポール・ランドール俳優学校で演技を学んだ。モデルとしては、フィッティングやeコマース分野で活動し、Vogueなどのエディトリアルに登場した。
2016年、日本テレビのドラマ「地味にスゴイ! 校閲ガール・河野悦子」に出演し、脇役を務める。2017年にはアントネッラ・シジスモンディが主催するアートイベントに参加し、フロリア・シジスモンディによって撮影された。同年、日本テレビの「1億人の大質問!? 笑ってコラえて！」にも出演した。
2019年にモレスキンの広告に出演し、国際的に放送された。同年、日本テレビの「50日間で女性の顔は変わるのか!?」に特別出演。さらに、レオナルド・ダ・ヴィンチをテーマにしたドキュメンタリー映画「ダビンチ　幻の肖像画」に出演し、複数のプラットフォームで放送された。2020年から2021年にかけては、HBO/Raiのドラマシリーズ「My Brilliant Friend」やLux Vide/Rai制作の「Leonardo」に出演した。
2021年、トレント・ロヴェレート近現代美術館で展示されたロベルト・フェッリの絵画「Il Bacio」のモデルを務めた。また、ピーノ・インセーニョとのウェブシリーズに出演した。2022年にはイタリアのウンブリア州を舞台にしたTVCMで役を演じた。2023年には刀屋壱のメンバーとして活動を開始し、NHKのドキュメンタリー番組「老いる日本の住まい」に出演した。
2024年には田中慎太郎監督による映画『Become a Hero』の撮影に参加した。テレビ朝日の番組「じゅん散歩」に再び出演。また、ブランド「マッシーニ」のCMに出演した。Tiktokドラマ「マッチングアプリでイタリア人と会ったらすごかった件」（脚本：政池洋佑）に主人公の恋人のイタリア人役として出演し、その続編「マッチングアプリでイタリア人と付き合ったらすごかった件」も公開された。映画「Spillover」では主演を務め、イタリア、米国、中国の共同制作による作品である。さらに、刀屋壱の公演やウェブスケッチ「いぶよへスカッシュ」にも参加した。2024年より、テレビ朝日「スーパーJチャンネル」の「Jの追跡」および「ナルホドWHY」コーナーに定期的に出演しており、日本におけるイタリア文化の理解を深める目的で、イタリア人の視点から様々なテーマについてコメントしている。2024年9月12日および10月17日の放送回では、ナポリタンやドリアなど、日本で一般的にイタリア料理とされている料理についての考察を述べた。。
2024年、エドアルドは短編映画「Honey Roasted Chicken」で主演を務め、ミラノ・ショートフィルム・フェスティバル（Milan Short Film Festival）で主演男優賞（Outstanding Actor）にノミネートされた。同作品はふるいちやすし監督が指揮し、Film Japanesqueが制作した映画で、最優秀短編映画賞（Best Short Film）や最優秀監督賞（Best Director）を含む7部門にノミネートされた。また、モナコ国際映画祭（Monaco International Film Festival）では最高位の栄誉賞である「Angel Peace Award」を受賞し、同映画祭でベストコスチューム賞も受賞した。さらに、日本のショートフィルムプラットフォームGeneTheater（ジーンシアター）で第1位を獲得した。
2025年、大友啓史監督の映画「10DANCE」を撮影し、2025年末の公開が予定されている。2025年1月19日、エドアルド・スフェレッラはイタリアのアブルッツォ州で行われた式典において「エンダス・クルトゥーラ・アブルッツォ賞」を授与した。この賞は、日々の活動を通じて地域社会の文化的および社会的発展に貢献している個人や団体を称える目的で設立された。

## 出演

### 映画
- 10DANCE（2025年公開予定、エピスコープ、Netflix、大友啓史監督）
- ビカムアヒーロー（2025年公開予定、47Engine、Stone Production、田中慎太郎監督）
- Spillover（2025年、The Thinker、Polyhedron Studio、ジャンルイジ・ペローネ監督）
- ダビンチ　幻の肖像画（2019年、ZED & SYDONIA、ARTE FRANCE、NHK、Amazonプライム、ルカ・トロヴェッレージ・チェゼーナ監督）

### テレビドラマ
- My Brilliant Friend（2021年、HBO、Rai、ダニエレ・ルケッティ監督）
- Leonardo（2020年、LUXVIDE、Rai、Daniel Percival監督）
- 地味にスゴイ! 校閲ガール・河野悦子（2016年、日本テレビ）

### テレビ番組・ドキュメンタリー
- スーパーJチャンネル（2024年～現在、テレビ朝日）
- じゅん散歩（2024年、テレビ朝日）
- 老いる日本の住まい（2023年、NHK）
- 50日間で女性の顔は変わるのか？（2019、日本テレビ）
- 1億人の大質問!? 笑ってコラえて！（2017、日本テレビ）

### CM
- アペロール（2024年、日本)
- マッシーニ（2024年、日本)
- ウンブリア州観光（2022年、イタリア)
- モレスキン（2019年、ワールドワイド)

### ウェブ配信
- マッチングアプリでイタリア人と会ったらすごかった件（2024年）
- マッチングアプリでイタリア人と付き合ったらすごかった件（2024年）

### 短編動画
- Honey Roasted Chicken（2024年、GeneTheater、ふるいちやすし監督)